# 硝酸钽酰
硝酸钽酰是一种无机化合物，化学式为TaO(NO3)3。

## 制备
硝酸钽酰由五氯化钽和五氧化二氮反应得到：
TaCl5 + 4 N2O5 → TaO(NO3)3 + 5NO2Cl